# مجدالدین غزال
مجدالدین غزال (عربی: مجد الدين غزال؛ زادهٔ ۲۱ آوریل ۱۹۸۷) ورزشکار دو و میدانی اهل سوریه است.
از باشگاه‌هایی که در آن بازی کرده‌است می‌توان به باشگاه ورزشی الجیش اشاره کرد.